# فهرست تیمچه‌های مورد ثبت ملی در ایران
این فهرست شامل تیمچه‌هایی است که در ایران به عنوان یک اثر ملی به ثبت رسیده‌اند. تیمچه به بخشی از بازارهای ایرانی گفته می‌شود که از نظر معماری شبیه راسته‌های اصلی بازار اما در اندازه‌ای کوچکتر ساخته شده است. هر تیمچه معمولاً از یک سو به راستهٔ اصلی بازار متصل است و انتهای دیگر آن به یک کاروانسرا یا بارانداز می‌رسد. تیمچه‌ها معمولاً مسقف هستند و حوضی در وسط دارند که دورتادور آن حوض، حجره‌هایی در دو یا سه طبقه ساخته شده که هر حجره متعلق به یک تاجر است. کارکرد تیمچه‌ها شبیه به یک بازار کوچک است که در آن چند تجارتخانهٔ مشابه متمرکز شده‌اند.

## استان آذربایجان شرقی
| نام               | دوره       | مکان                 | ثبت ملی        | ثبت ملی | منبع  |
| نام               | دوره       | مکان                 | تاریخ          | شماره   | منبع  |
| ----------------- | ---------- | -------------------- | -------------- | ------- | ----- |
| تیمچه امیر        | دورهٔ قاجار | تبریز                | ۲۶ مرداد ۱۳۵۳  | ۹۷۷     | [ ۳ ] |
| تیمچه مظفریه      | دورهٔ قاجار | تبریز، بازار تبریز   | ۲۵ شهریور ۱۳۵۳ | ۱۰۹۷    | [ ۴ ] |
| تیمچه حاج محمدقلی | دورهٔ قاجار | تبریز، خیابان دارایی | ۱۴ مرداد ۱۳۸۲  | ۹۴۰۹    | [ ۵ ] |
| تیمچه حاج صفرعلی  | دورهٔ قاجار | تبریز، خیابان دارایی | ۱۴ مرداد ۱۳۸۲  | ۹۴۱۳    | [ ۶ ] |
| تیمچه حاج ملک     | دورهٔ قاجار | سراب، چهارراه ساعت   | ۵ تیر ۱۳۸۴     | ۱۱۹۷۷   | [ ۷ ] |

## استان اصفهان
| نام                   | دوره       | مکان                                                   | ثبت ملی        | ثبت ملی | منبع   |
| نام                   | دوره       | مکان                                                   | تاریخ          | شماره   |        |
| --------------------- | ---------- | ------------------------------------------------------ | -------------- | ------- | ------ |
| تیمچه امین‌الدوله      | دورهٔ قاجار | کاشان، بازار کاشان                                     | ۲۹ دی ۱۳۵۳     | ۱۰۱۶    |        |
| تیمچه برقی            | دورهٔ قاجار | کاشان، بازار میانچال                                   | ۷ مهر ۱۳۸۱     | ۶۵۳۷    | [ ۸ ]  |
| تیمچه ملک             | دورهٔ قاجار | اصفهان، میدان نقش جهان، بازار دروازه اشرف              | ۱۰ خرداد ۱۳۸۲  | ۹۰۶۵    | [ ۹ ]  |
| تیمچه نخچیان          | دورهٔ صفوی  | اصفهان، میدان نقش جهان، بازار گلشن                     | ۱۲ تیر ۱۳۸۴    | ۱۲۱۰۰   | [ ۱۰ ] |
| تیمچه عتیقه‌فروش‌ها     | دورهٔ قاجار | اصفهان، میدان نقش جهان، بازار بزرگ                     | ۲۳ شهریور ۱۳۸۲ | ۱۰۲۱۰   | [ ۱۱ ] |
| تیمچه قزوینی‌ها        | دورهٔ صفوی  | اصفهان، میدان نقش جهان، بازار تالار                    | ۲۳ شهریور ۱۳۸۲ | ۱۰۲۱۷   | [ ۱۲ ] |
| تیمچه ارباب           | دورهٔ قاجار | اصفهان، میدان نقش جهان، بازار گلشن                     | ۲۳ شهریور ۱۳۸۲ | ۱۰۲۲۰   | [ ۱۳ ] |
| تیمچه روباز (مشکی)    | دورهٔ قاجار | شهرضا، راستهٔ بازار، کنار سرای شاه منصوری               | ۲۳ شهریور ۱۳۸۲ | ۱۰۲۴۰   | [ ۱۴ ] |
| تیمچه سرپوشیده (سلیم) | دورهٔ قاجار | شهرضا، راستهٔ بازار، بین مسجد جامع و تیمچهٔ حاج محمد تقی | ۲۳ شهریور ۱۳۸۲ | ۱۰۲۴۱   | [ ۱۵ ] |
| تیمچه حاج محمد تقی    | دورهٔ قاجار | شهرضا، راستهٔ بازار، مقابل مسجد جامع                    | ۲۳ شهریور ۱۳۸۲ | ۱۰۲۴۴   | [ ۱۶ ] |
| تیمچه صباغ            | دورهٔ قاجار | کاشان، راستهٔ بازار، کنار گذر رنگرزها                   | ۱ مهر ۱۳۸۲     | ۱۰۲۵۳   | [ ۱۷ ] |

## استان تهران
| نام           | دوره       | مکان                                    | ثبت ملی      | ثبت ملی | منبع   |
| نام           | دوره       | مکان                                    | تاریخ        | شماره   | منبع   |
| ------------- | ---------- | --------------------------------------- | ------------ | ------- | ------ |
| تیمچه اکبریان | دورهٔ قاجار | تهران، خیابان پانزده خرداد، کوچهٔ صغیرها | ۱۵ آبان ۱۳۸۴ | ۱۳۶۰۱   | [ ۱۸ ] |

## استان سمنان
| نام         | دوره       | مکان                    | ثبت ملی       | ثبت ملی | منبع   |
| نام         | دوره       | مکان                    | تاریخ         | شماره   | منبع   |
| ----------- | ---------- | ----------------------- | ------------- | ------- | ------ |
| تیمچه ناسار | دورهٔ قاجار | سمنان، راستهٔ بازار اصلی | ۲۵ اسفند ۱۳۸۰ | ۵۶۵۶    | [ ۱۹ ] |

## استان فارس
| نام           | دوره       | مکان                  | ثبت ملی     | ثبت ملی | منبع   |
| نام           | دوره       | مکان                  | تاریخ       | شماره   | منبع   |
| ------------- | ---------- | --------------------- | ----------- | ------- | ------ |
| تیمچه صرافیان | دورهٔ قاجار | آباده، بازار کهنه‌آباد | ۱۳ مهر ۱۳۷۶ | ۱۹۳۲    | [ ۲۰ ] |

## استان قزوین
| نام            | دوره               | مکان  | ثبت ملی       | ثبت ملی | منبع   |
| نام            | دوره               | مکان  | تاریخ         | شماره   | منبع   |
| -------------- | ------------------ | ----- | ------------- | ------- | ------ |
| تیمچه سرباز    | دوره صفوی          | قزوین | ۲ شهریور ۱۳۷۸ | ۲۴۰۸    | [ ۲۱ ] |
| تیمچه سرپوشیده | دوره صفوی یا قاجار | قزوین | ۲ شهریور ۱۳۷۸ | ۲۴۱۰    | [ ۲۲ ] |

## استان قم
| نام           | دوره       | مکان            | ثبت ملی       | ثبت ملی | منبع   |
| نام           | دوره       | مکان            | تاریخ         | شماره   | منبع   |
| ------------- | ---------- | --------------- | ------------- | ------- | ------ |
| تیمچه بزرگ قم | دورهٔ قاجار | قم، راستهٔ بازار | ۱۱ مرداد ۱۳۷۶ | ۱۹۰۲    | [ ۲۳ ] |

## استان یزد
| نام         | دوره       | مکان                   | ثبت ملی       | ثبت ملی | منبع   |
| نام         | دوره       | مکان                   | تاریخ         | شماره   | منبع   |
| ----------- | ---------- | ---------------------- | ------------- | ------- | ------ |
| تیمچه وکیل  | دورهٔ قاجار | یزد، خیابان قیام       | ۱۷ اسفند ۱۳۸۱ | ۷۷۸۴    | [ ۲۴ ] |
| تیمچه هراتی | دوره پهلوی | یزد، خیابان امام خمینی | ۱۷ اسفند ۱۳۸۱ | ۷۷۸۵    | [ ۲۵ ] |

## نگارخانه

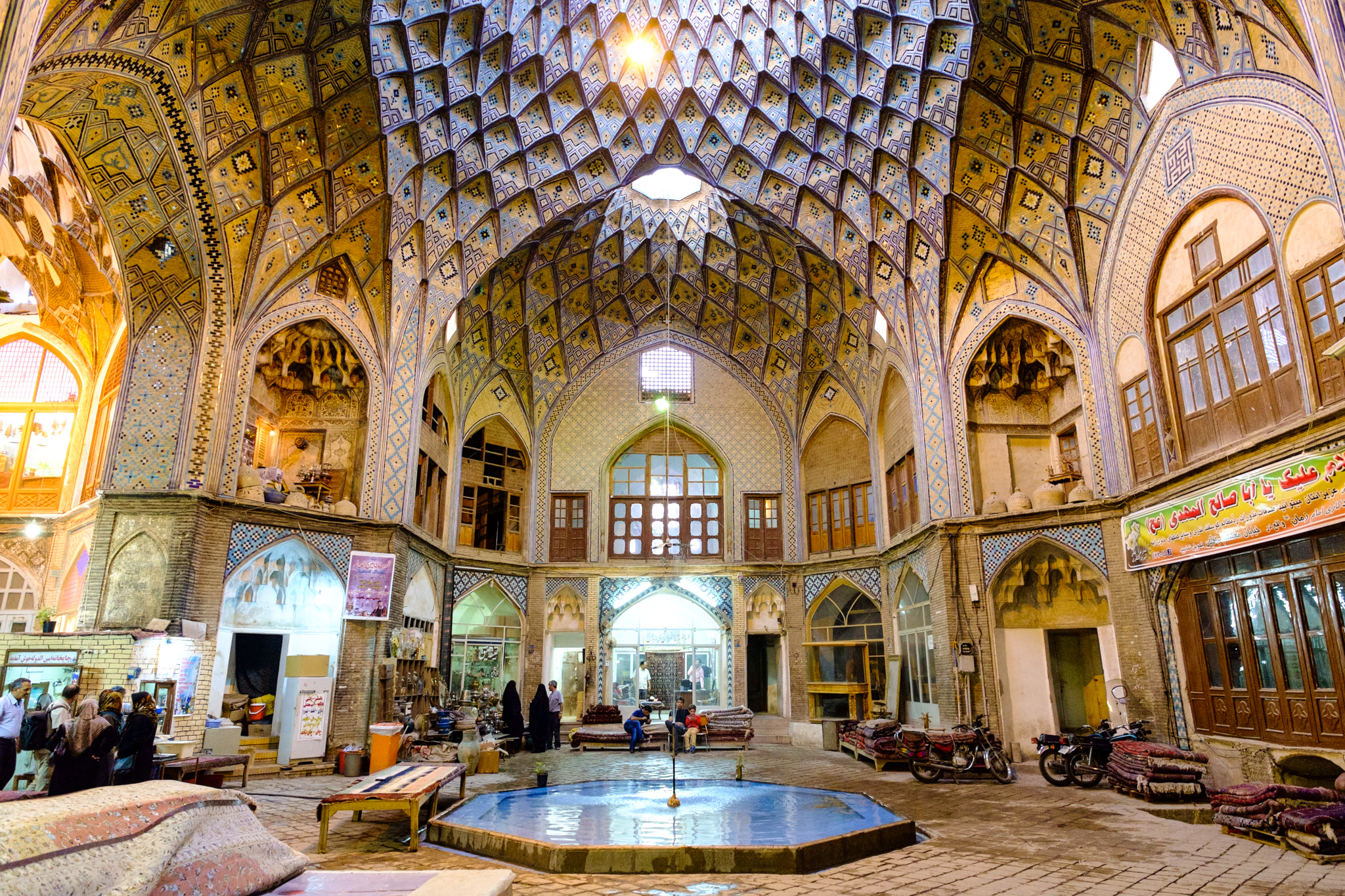
نمای درونی تیمچه امین‌الدوله
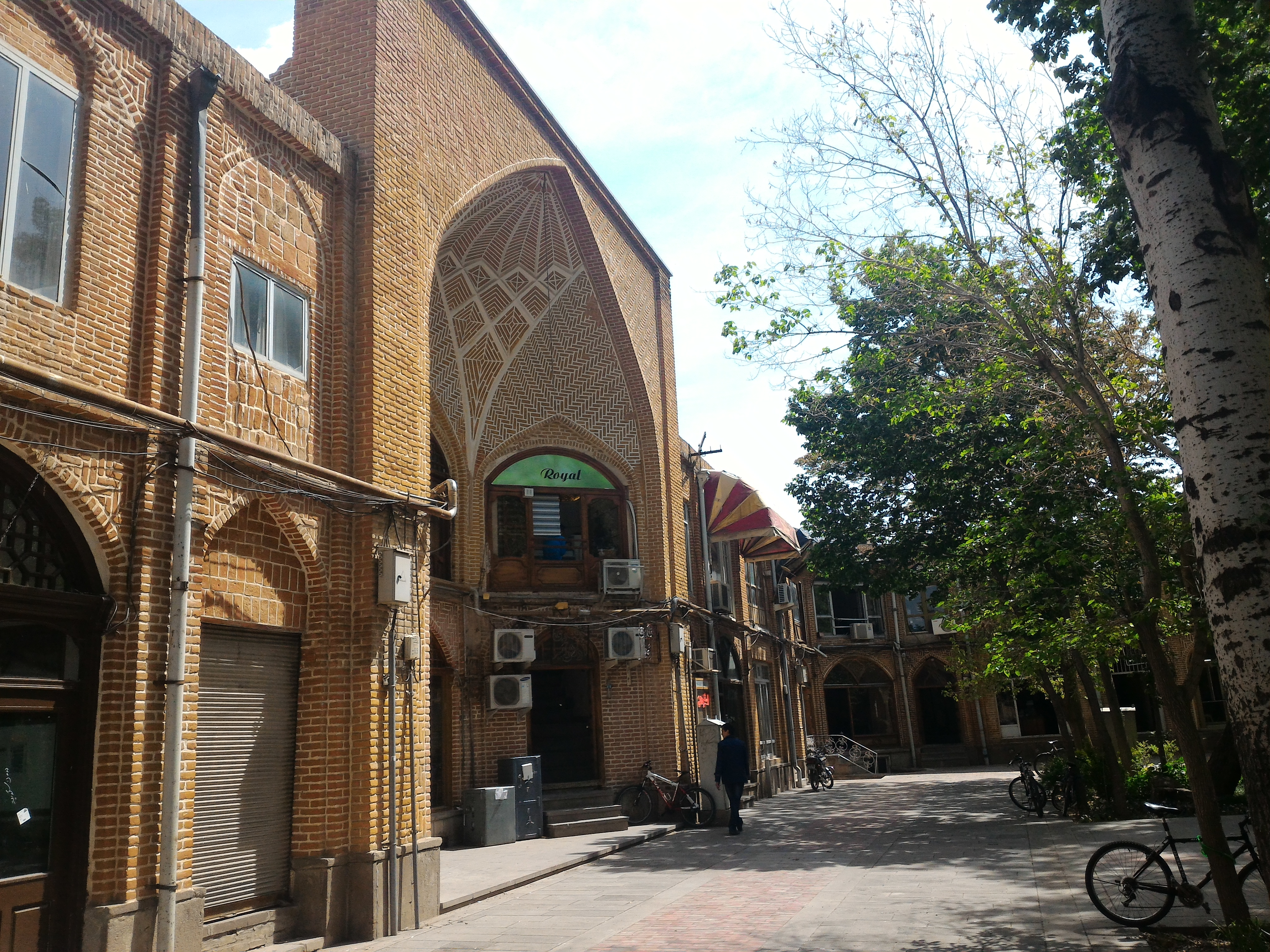
ورودی تیمچه امیر
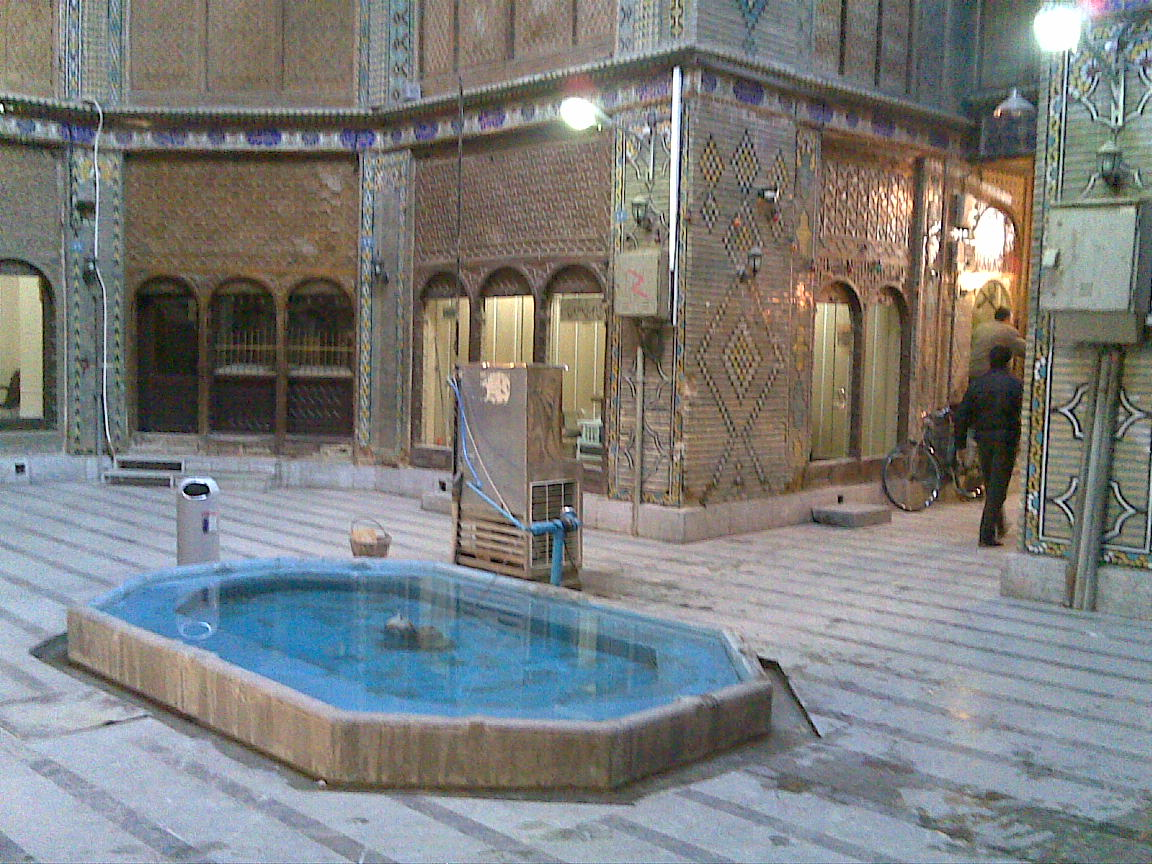
نمای داخلی تیمچه حاج ملک
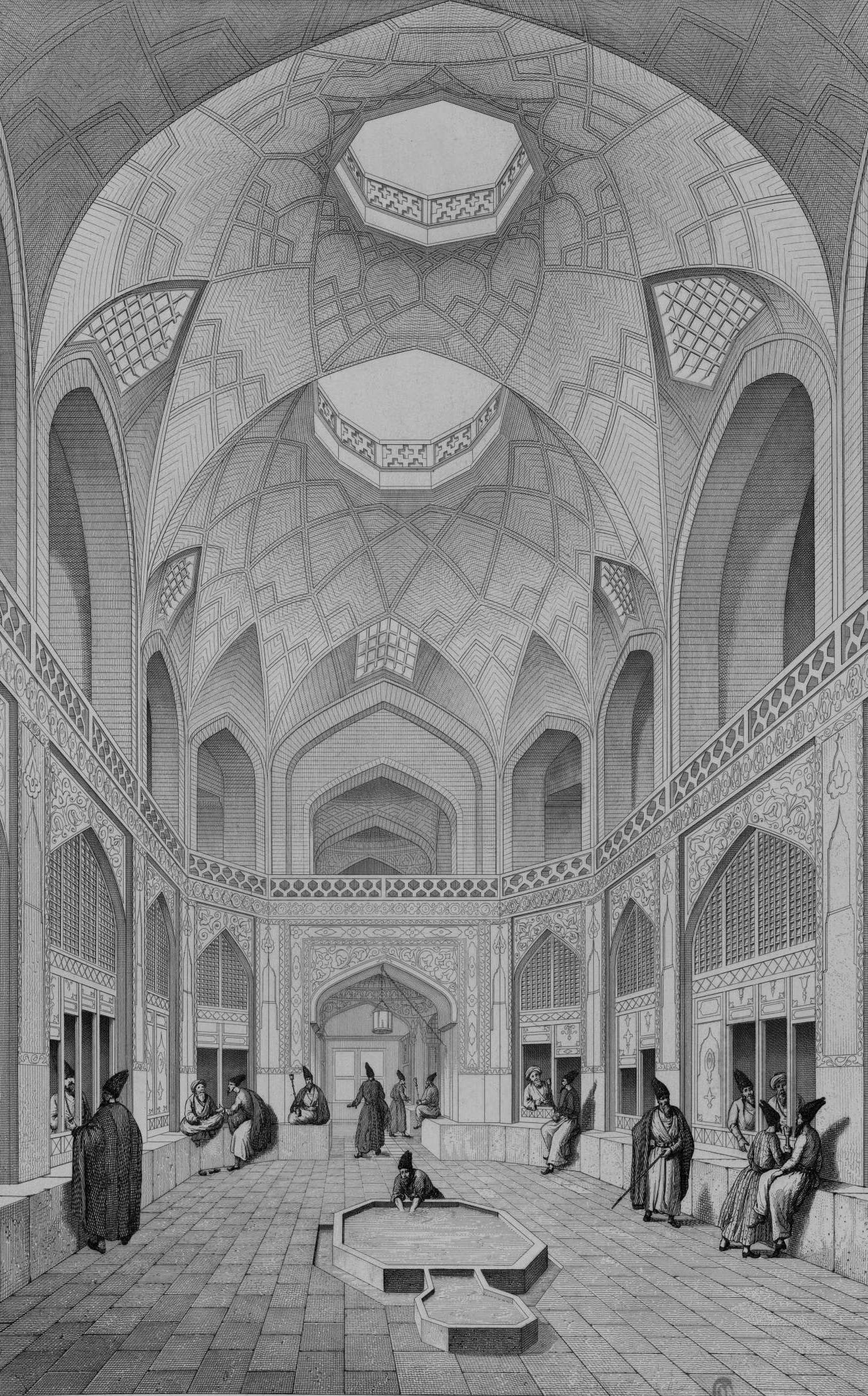
نقاشی از نمای داخل تیمچه صباغ
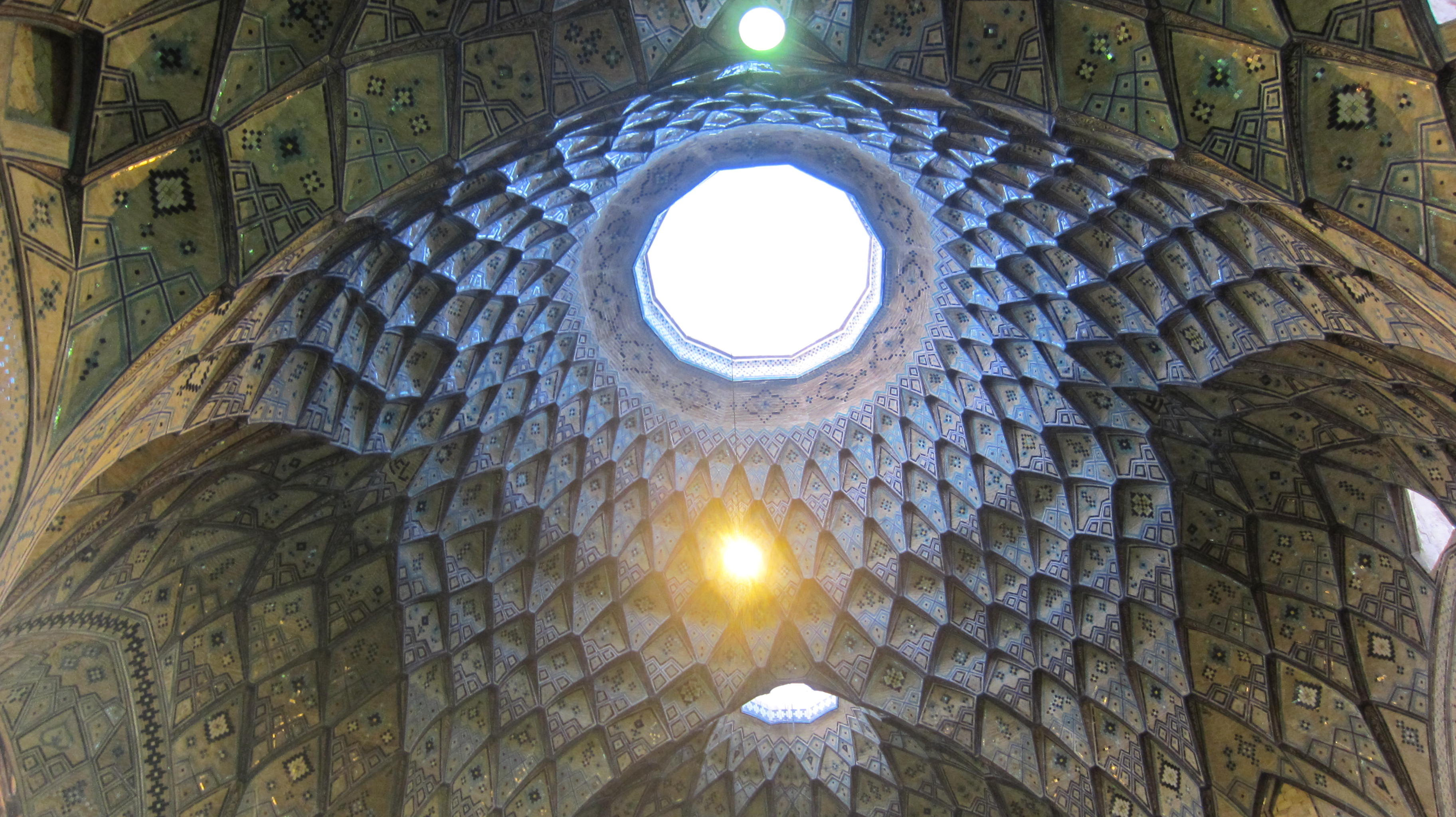
سقف تیمچه امین‌الدوله
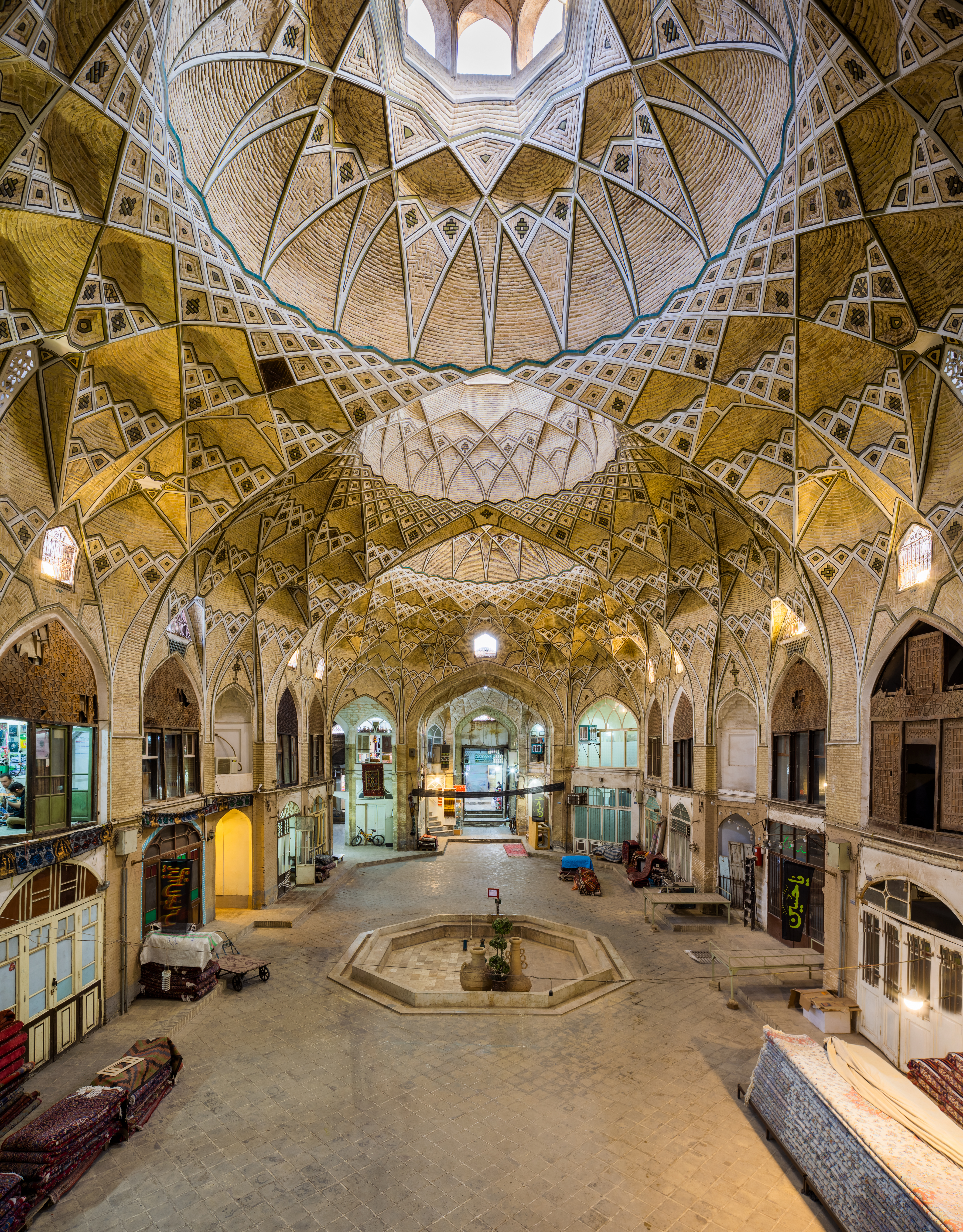
نمای داخلی تیمچه بزرگ قم
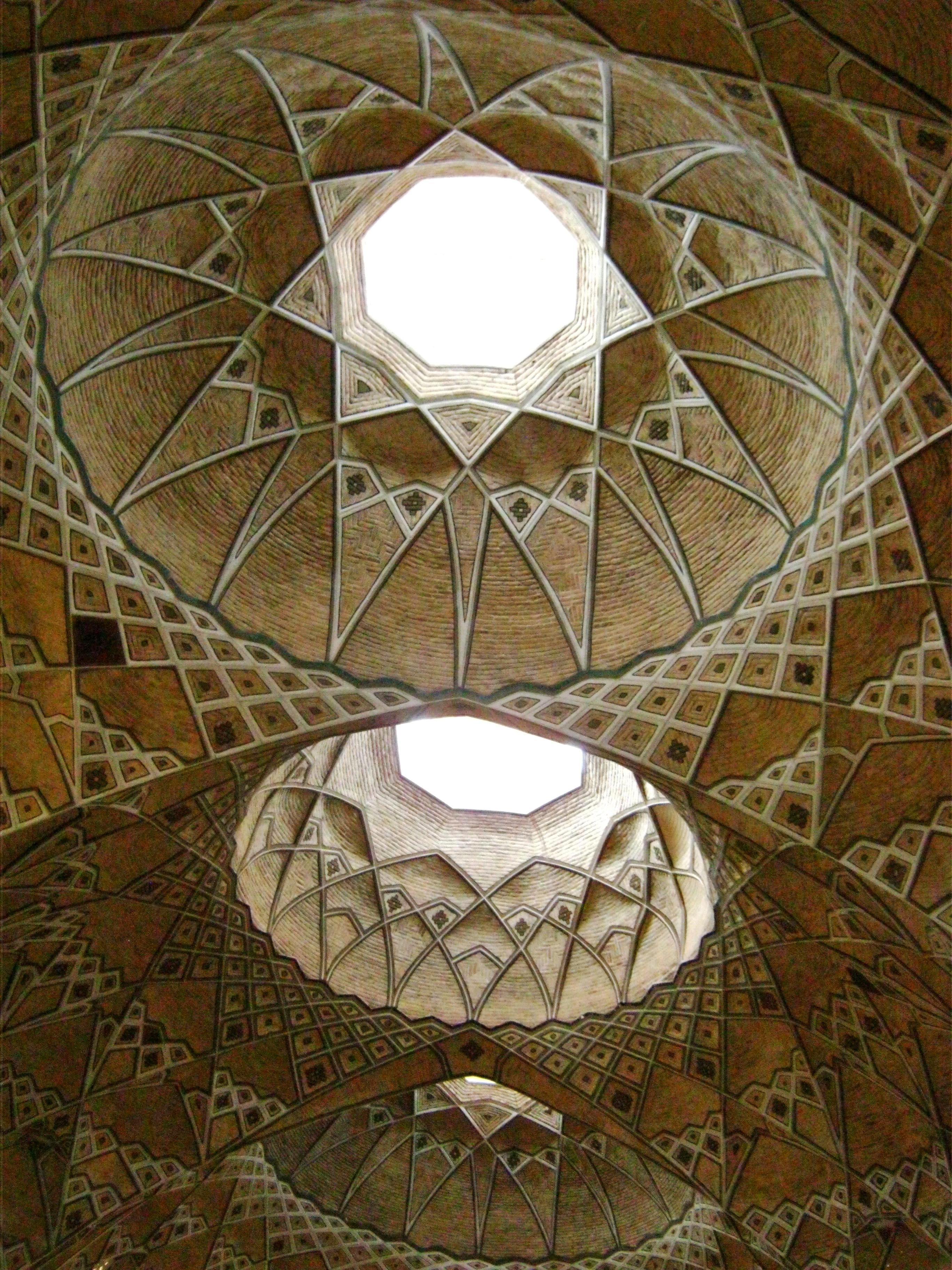
سقف تیمچه بزرگ قم
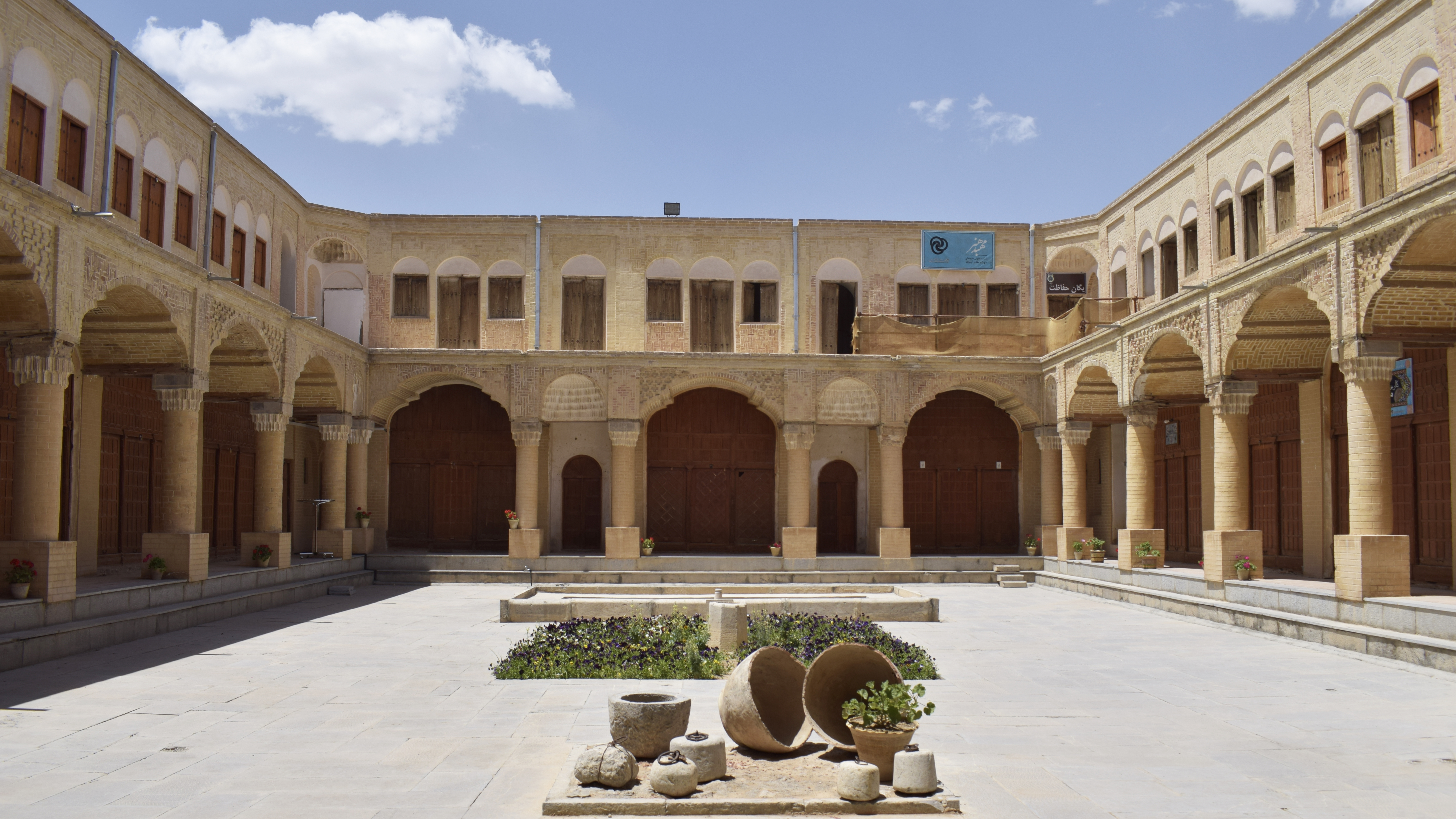
محوطهٔ داخلی تیمچه صرافیان
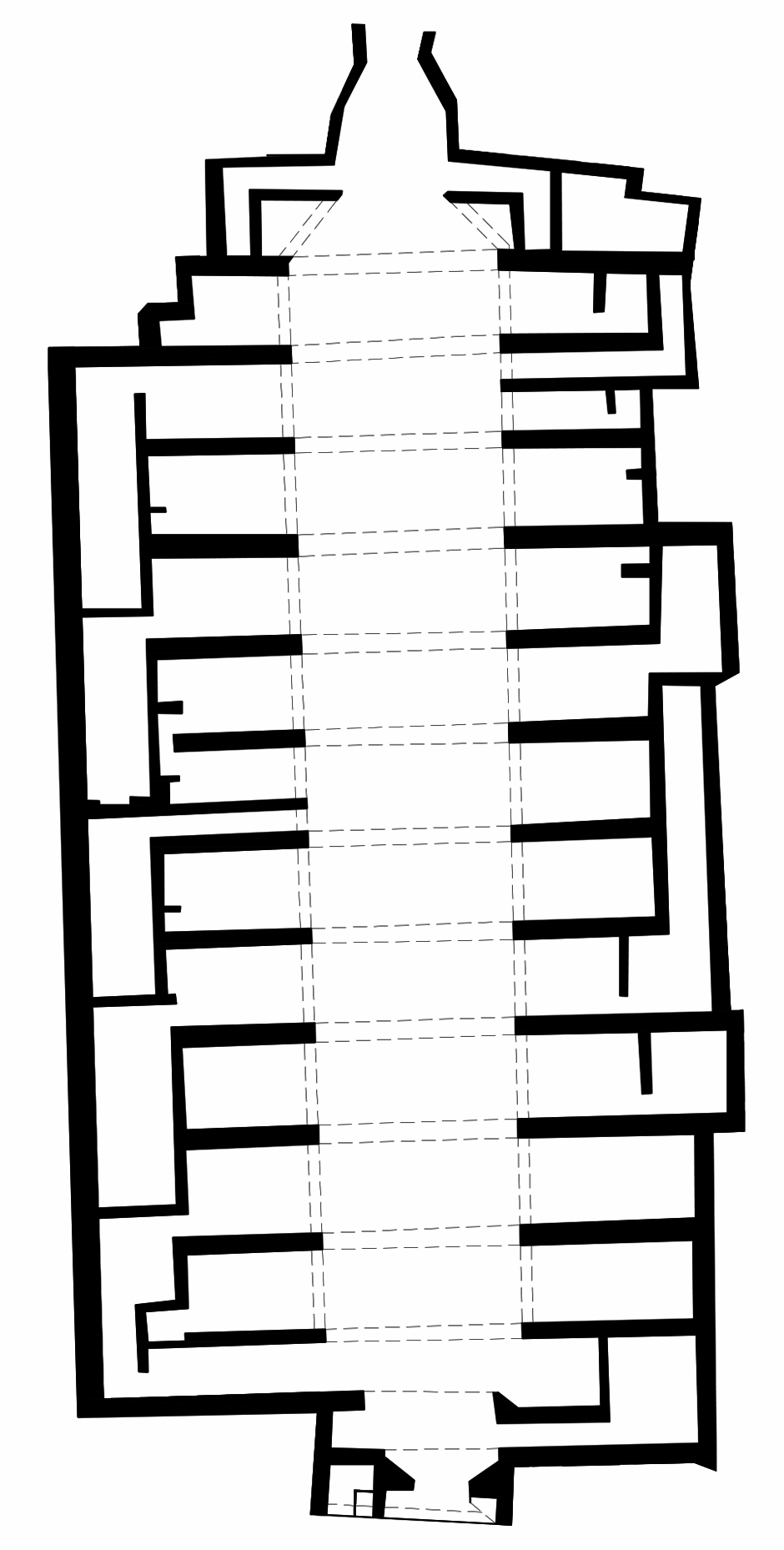
نقشهٔ تیمچه مظفریه